# Moisi Golemi
Moisi Golemi (Dibër (?) - Constantinopel, 1464) was een Albanese edelman en militair afkomstig uit het huis Arianiti. Hij was een van de commandanten bij de Liga van Lezhë tijdens de Albanees-Ottomaanse oorlog.

## Levensloop
Moisi Golemi werd geboren in het huidige Dibër, Albanië, en was de enige zoon van Muzaka Arianiti, een broer van de Albanese vorst Gjergj Arianiti.
Na de terugkeer van Skanderbeg, die het Ottomaanse leger verliet voor  Albanië en om hen te bestrijden, sloot Moisi Golemi zich al snel bij hem aan. Hij werd commandant bij de Liga van Lezhë en Moisi Golemi wist zich gedurende de Slag van Torvioll in 1444 te onderscheiden, dit gold ook voor de cruciale verovering van het kasteel in Svetigrad. Na het Beleg van Berat in 1455, een veldslag verloren door de Albanezen, ontwikkelde Moisi een gevoel van jaloezie op de succesvollere commandant Skanderbeg, hierdoor verraadde hij de Liga van Lezhë om te dienen in het Ottomaanse leger. Zijn troepen bleven echter wel trouw aan Skanderbeg. Moisi Golemi leidde de Ottomaanse troepen onder andere tijdens de Slag bij Oronichea, die hij verloor van Skanderbeg.
Een jaar later keerde Golemi echter terug bij de Liga van Lezhë nadat Skanderbeg hem vergaf voor het eerdere verraad. De rest van zijn leven bleef hij zijn vaderland Albanië trouw in de strijd tegen het Ottomaanse Rijk. In 1464 werd hij na de Slag bij Vaikal door de Ottomanen gevangen genomen en naar Constantinopel gebracht, waar hij tevens werd omgebracht.

## Familiebetrekkingen
In 1445 huwde Moisi Golemi de edelvrouw Zanfina Muzaka na haar scheiding met Muzakë Thopia. Thopia  hertrouwde met prinses Mamica Kastrioti, de zus van Skanderbeg.
- Gemeinsame Normdatei: 1035737442
- Virtual International Authority File: 300391710
- WorldCat: E39PBJtCBVwMpt6KFbk3r8jgrq